# Schnellfahrstrecke Guangzhou–Shenzhen–Hongkong
| |                      |                                       |                                       |
| Streckenlänge: | 142 km               |                                       |                                       |
| Spurweite: | 1435 mm (Normalspur) |                                       |                                       |
| Stromsystem: | 50 Hz, 25 kV ~       |                                       |                                       |
| Streckengeschwindigkeit: | 350 km/h             |                                       |                                       |
| |                      |                                       |                                       |
| \| \| \| Guangzhou Süd \| \| \| \| Qing-Sheng \| \| \| \| Humen \| \| \| \| Guangmingcheng \| \| \| \| Shenzhen Nord \| \| \| \| Shenzhen Futian \| \| \| \| Grenze Sonderverwaltungszone Hongkong \| \| \| \| West Kowloon Station \| |                      |                                       |                                       |
| Kopfbahnhof Streckenanfang |                      | Guangzhou Süd                         | Guangzhou Süd                         |
| Bahnhof |                      | Qing-Sheng                            | Qing-Sheng                            |
| Bahnhof |                      | Humen                                 | Humen                                 |
| Bahnhof |                      | Guangmingcheng                        | Guangmingcheng                        |
| Bahnhof |                      | Shenzhen Nord                         | Shenzhen Nord                         |
| Bahnhof |                      | Shenzhen Futian                       | Shenzhen Futian                       |
| Grenze |                      | Grenze Sonderverwaltungszone Hongkong | Grenze Sonderverwaltungszone Hongkong |
| Kopfbahnhof Streckenende |                      | West Kowloon Station                  | West Kowloon Station                  |

Die Schnellfahrstrecke Guangzhou–Shenzhen–Hongkong, besser bekannt unter Guangzhou–Shenzhen–Hong Kong Express Rail Link, abgekürzt XRL, oder Guangshen'gang XRL, ist das Teilstück Guangzhou–Shenzhen–Hongkong der Schnellfahrstrecke Peking–Hongkong. Es besteht aus der am 26. Dezember 2011 eröffneten Strecke Guangzhou Süd–Shenzhen Nord und der 2018 fertiggestellten Strecke Shenzhen Nord–Kowloon West auf der Halbinsel Kowloon.

## Guangzhou Süd–Shenzhen Nord
Der Betrieb zwischen Guangzhou Süd und Shenzhen Nord wurde am 26. Dezember 2011 aufgenommen. Die 102 Kilometer lange Strecke kann mit 350 km/h befahren werden. Es werden Züge der Baureihe CRH3 eingesetzt. Die Fahrt ohne Zwischenhalte dauert 29 Minuten, was der Hälfte der Reisezeit über die alte Strecke von Guangzhou East Railway Station zur Luohu Station in Shenzhen entspricht. Allerdings liegen die Bahnhöfe der alten Strecke näher am Zentrum der Städte im Vergleich zu den neugebauten Bahnhöfen der Hochgeschwindigkeitsstrecke.

## Shenzhen Nord–Kowloon West
Im Januar 2010 wurde mit dem Bau des Abschnitts Shenzhen Nord–Kowloon West begonnen, der für 200 km/h ausgelegt und dessen Eröffnung für 2018 geplant war.[veraltet] Von der Strecke entfallen 14 km auf die Provinz Guangdong und 26 km auf die Sonderverwaltungsregion Hongkong. Die Strecke verläuft in Hongkong ausschließlich in Tunneln, die sowohl im Sprengvortrieb als auch mit vier Tunnelbohrmaschinen ausgebrochen werden.
Der Teilabschnitt zwischen den Bahnhöfen Shenzhen North und Futian wurde am 30. Dezember 2015 eröffnet. Die Eröffnung der restlichen Strecke wird nach Verzögerungen und Kostensteigerungen im 3. Quartal 2018 erwartet. Die Futian Railway Station ist mit einer Fläche von 147.000 Quadratmeter der bei der Eröffnung zweitgrößte unterirdische Bahnhof nach dem Grand Central Terminal in New York, USA.
Für den Hochgeschwindigkeitsverkehr wurde der Endbahnhof West Kowloon Station gebaut, der größte unterirdische Bahnhof der Welt. Hier findet auch die Grenzabfertigung zwischen dem chinesischen Festland und der Sonderverwaltungszone Hongkong statt.

## Verkehr
Die Verbindung wurde im grenzüberschreitenden Verkehr mit Hongkong in den ersten acht Monaten von 2024 durch 18 Mio. Reisende genutzt – hochgerechnet auf das Jahr 2024 also etwa 27 Mio. Reisende.